# 奥地利国外服务
奥地利国外服务协会（德語：Auslandsdienst Österreichs）是一个由奥地利社会事务部根据1986年生效的民役法规第12b条款承认的负责机构。这个机构提供给奥地利必须服役人员一个10个月的替代服务，从而替代国内服役。另外奥地利国外服务也是一个跟服役无关的国际志愿台。奥地利国外服务的范围为:
- 奧地利猶太人大屠殺纪念服务
- 奧地利社会服务
- 奧地利和平服务

## 国外服务的概念
国外民役服务或国外服务的概念是不在奥地利法律范围内。因为民役服务作为国家主权性的工作只能在奥地利共和国领土内进行，所以根据民役法规12b的规定，国外服务不是民役服务的一种。国外服务者只在完成他的服务后才能免除民役义务。国外服务类似于德国的“国外的另外工作”。在1992年9月1日第一个奥地利的国外服务者在奥斯威辛-Birkenau 博物馆进行犹太人大屠杀纪念服务工作。

### 按照民役法规12b规定的国外替代服务负责机构
- 教区Frastanz
- 上奥地利州的Landler援助
- 犹太人大屠杀纪念服务协会
- HORIZONT3000
- 永不忘协会
- 奥地利国外服务协会
- 青年一个世界

### 经费
奥地利共和国通过国外服务赞助协会为符合民役法规§12b的每个国外服务负责机构提供一笔资金。每个被提供资金的国外服务者最多可获得10000欧元。这个负责机构可以进行分摊，以支持更多的国外服务者，但每个服务者分摊到的数目不得低于5000欧元。由于这是有限的资金，不是每个感兴趣者都有可能成为一名国外服务者。 

## 奥地利国外服务协会
1998年建立的国外服务协会在2006年更名为奥地利国外服务。协会的地址是位于因斯布鲁克的以Jakob Hutter 命名的Hutterweg。在每个州有每月一次的聚会。在维也纳这个聚会在WUK举行。

### 项目
- 奥地利犹太人大屠杀纪念服务

奥地利犹太人大屠杀纪念服务 项目是纪念纳粹主义的受害者。犹太人大屠杀纪念服务者在犹太人大屠杀纪念馆工作，如博物馆 和研究机构，例如洛杉矶的Simon Wiesenthal 中心或耶路撒冷的Yad Vashem. 
- 奥地利社会服务

奥地利社会服务的目的是帮助一个国家的经济和社会的发展。社会服务者比如对流浪儿进行服务或在发展中国家子改善饮用水工程。
- 奥地利和平服务

奥地利和平服务者的工作目的是在有关武装冲突的情况下进行争取和保护和平。例如他们在以色列的非政府组织内工作， 在非政府组织内他们协调冲突各方。在中国的南京从2008年起在拉贝故居存在一个和平服务工作站，纪念1937年南京大屠杀。这个歪曲抹杀历史的事件拖累了中日关系，并且于2005年造成了在北京和其它城市出现了强烈的抗议。日本的教科书争议引起了在中国反对日本教科书歪曲历史的运动。

### 国际委员会
会长: Ernst Florian Winter
- 阿根廷: Erika Rosenberg
- 澳大利亚: Daniel James Schuster
- 巴西: Alberto Dines
- 哥斯达黎加: Roland Spendlingwimmer
- 德国: Thomas Rabe
- 法国: Michel Cullin
- 印度: Barbara Nath-Wiser
- 以色列: Ben Segenreich
- 意大利: Camilia Brunlli
- 加拿大: Walter Absil
- 巴勒斯坦民族权力机构:Andreas Sami Prauhart
- 瑞典: Gerald Nagler
- 匈牙利: György Dalos
- 美国: Randolph Marshall Bell, Anna Rosmus

### 合作组织
奧地利猶太人大屠殺纪念服务: 
A Letter To The Stars, 国际经济学商学学生会, Europäische Jugendbildungs- und Jugendbegegnungsstätte Weimar, IDEA Society （页面存档备份，存于）, 薩格勒犹太人电影节, 以色列猶太大屠殺紀念館, 奥地利文化讨论会, Stop the Bomb, Braunauer Zeitgeschichte-Tage, 韦尔斯反法西斯主义协会, 
奧地利社会服务:国际经济学商学学生会, Stitch Tomorrow
奧地利和平服务:Weltmenschverein（德文）

## 伙伴组织
奥地利国外服务可安排服務者在它的伙伴组织進行替代服務。目前奥地利国外服务跟一下的伙伴组织合作：
 阿根廷
- 布宜诺斯艾利斯 - Centro de Atencion integral a la Ninez y Adolescencia

 白俄罗斯
- 明斯克 - Belarussian Children's Hospice
- 明斯克 - Dietski Dom No. 6 (Children's Home No. 6)
- 明斯克 - Kindergarten for Children with Special Needs

 波斯尼亚和黑塞哥维那
- 萨拉热窝 - Phoenix Initiative Sarajevo

 巴西
- 弗雷樟德 - Centro Comunitário Cristo Libertador
- 里约热内卢 - Center for Justice and International Law

 保加利亚
- 索菲亞 - Organization of the Jews in Bulgaria|Schalom - Organization of the Jews in Bulgaria

 加拿大
- 蒙特利尔 - Montreal Holocaust Memorial Centre|Holocaust Memorial Centre
- 蒙特利尔 - Kleinmann Family Foundation

 中国
- 齐齐哈尔 - 中国SOS儿童村会
- 上海 - 上海犹太研究中心
- 南京 - 拉贝故居
- 哈尔滨 - 在准备着

 哥斯达黎加
- 岗巴腊 - Tropical Field Station La Gamba
- 蓬塔雷纳斯 - Finca Sonador - Asociaicón de Cooperativas Europeas Longo Mai
- 蓬塔雷纳斯 - Union de Amigos para la Protección del Ambiente (UNAPROA)
- 圣伊西德罗 - Asociación Vida Nueva

 捷克
- 布拉格 - Federation of Jewish Communities

 法国
- Oradour - Centre de la mémoire|Centre de la Mémoire d´Oradour
- 巴黎 - La Fondation pour la Mémoire de la Déportation

 加蓬
- 兰巴雷内 - Medical Research Unit, Albert Schweitzer Hospital

 德国
- 柏林 - 柏林犹太博物馆
- Cölbe - Terra Tech
- Moringen - KZ Gedenkstätte im Torhaus Moringen

 危地马拉
- Santa Rosita - ASOL Casa Hogar

 匈牙利
- 布达佩斯 - European Roma Rights Center

 印度
- 奥洛维尔 - AVAG Auroville Village Action Group
- 达兰萨拉 - Nishtha Rural Health, Education and Environment Centre
- 达兰萨拉 - Tibetan Welfare Office
- 柯枝 - Mata Amritanandamayi Mission (AIMS)

 以色列
- 耶路撒冷 - St. Vinzenz Ein Karem
- 耶路撒冷 - The Alternative Information Centre
- 耶路撒冷 - 以色列猶太大屠殺紀念館

 意大利
- 科莫 - Istituto di Storia Contemporanea "Pier Amato Perretta"(ISC)
- 米兰 - Centro Di Documentazione Ebraica Contemporanea
- 普拉托 - Museo della Deportazione （页面存档备份，存于）

 日本
- 廣島市 - Hiroshima Peace Culture Foundation

 尼加拉瓜
- 格拉纳达 - Casa de los Tres Mundos

 荷兰
- 阿姆斯特丹 - UNITED for Intercultural Action

 巴基斯坦
- 拉合尔 - 巴基斯坦SOS儿童村会

 秘鲁
- 利马 - Centro de Información y Educación para la Prevención del Abuso de Drogas

 波兰
- 克拉科夫 - Center for Jewish Culture
- 克拉科夫 - PAH Polska Akcja Humanitarna
- 奥斯威辛 - Auschwitz Jewish Center

 乌干达
- 门炮台 - Mountains of the Moon University

 英国
- 伦敦 - Royal London Society for the Blind
- 伦敦 - Wiener Library|Institute of Contempory History and Wiener Library
- 伦敦 - The National Yad Vashem Charitable Trust

 美国
- 底特律 - Holocaust Memorial Center
- 休斯敦 - Holocaust Museum Houston
- 洛杉矶 - 西蒙威森索中心
- 洛杉矶 - Survivors of the Shoah Visual History Foundation
- 纽约 - Gay Men's Health Crisis
- 纽约 - Museum of Jewish Heritage
- 里诺 - Center for Holocaust, Genocide & Peace Studies
- 里士满 - Virginia Holocaust Museum
- 旧金山 - Holocaust Center of Northern California
- 圣彼德斯堡 - The Florida Holocaust Museum

## 替代服務者模范奖
奥地利国外服务每年向一位在伙伴组织进行替代服務的人頒發“替代服務者模范”奖，得獎者如下：
- 2005年：Dr. Andreas Daniel Matt在巴基斯坦的拉合爾完成他的替代服務。
- 2006年：Martin Wallner在上海犹太研究中心当纪念服务者。
- 2007年：Daniel James Schuster （页面存档备份，存于）在以色列猶太大屠殺紀念館当纪念服务者。

## 奥地利大屠杀纪念奖
奥地利国外服务在2006年設立了奥地利大屠杀纪念奖（Austrian Holocaust Memorial Award - AHMA），以表彰一些人在纪念犹太人大屠杀的工作上有重要贡献，得主如下：
- 2006年：中国，上海：潘光教授
- 2007年：巴西，圣保罗：Alberto Dines
- 2008年：法国，奥拉都尔：罗伯特·赫布拉斯